# Drheam Cup
La Drheam Cup / Grand prix de France de course au large est une course de navigation à la voile en équipage, en double ou en solitaire, se disputant les années paires en Manche et dans l'Océan Atlantique, de Cherbourg-en-Cotentin (Normandie, département de la Manche) à La Trinité-sur-Mer (Bretagne, département du Morbihan). Elle a été reconnue dès sa 2e édition comme la référence française des grandes courses au large internationales « Open » faisant plus de 600 milles nautiques, comme la Fastnet Race ou la Sydney-Hobart.

## Présentation
Cette coupe a lieu tous les deux ans les années paires et elle est ouverte à tous, professionnels comme amateurs. Elle peut se courir en équipage, en double ou en solitaire. Elle accueille les Class40, les Figaro-Bénéteau 3, les IMOCA, les IRC, les Mini 6,50, les Multi 2000, les Ocean Fifty, les Open Grands Monocoques, les Sun Fast 30 OD, les trimarans Ultims ainsi que les yachts classiques et de tradition.
La Drheam Cup s'accompagne d'une opération en direction de la jeunesse appelée « Rêves de Large », qui consiste à inviter des jeunes à embarquer sur certains bateaux concurrents lors du prologue de la course. Cette initiative a pour but de favoriser les liens intergénérationnels et à susciter des vocations.
Elle se déroule en juillet sur une dizaine de jours.

### Parcours
La course s'organise en deux temps, le prologue et la grande course, qui comporte elle-même trois parcours différenciés en fonction de la vitesse des bateaux.

#### Le Drheam-trophy
Prologue de la course, le trophée est un parcours côtier de 15 à 25 milles nautiques environ organisé entre La Hague et Barfleur (département de la Manche). Il est le support de l'opération « Rêves de Large ».

#### La Drheam-cup
La course comporte
- un parcours dit « DC 600 » : d’environ 600 milles nautiques, au départ de Cherbourg, via Shamble West, puis Wolf Rock (les Scilly), puis Waypoint « Drheam / Ouessant », puis Cardinale ouest Rochebonne, puis une arrivée à La Trinité, ce parcours est ouvert aux IRC en équipages et en double, aux Sun Fast 30 O.D., aux Multi 2000, aux Figaro-Bénéteau 3, aux yachts classiques et aux Mini 6,50 ;
- un parcours dit « DC 1000 » : d’environ 1 000 milles nautiques, au départ de Cherbourg, via Shamble West, puis pointe SW Angleterre, puis Waypoint « Drheam-Im », positionné par l’AO Nord de l’Ile de Man, puis le Fastnet, puis Waypoint « Drheam / Ouessant », puis la bouée BXA puis une arrivée à La Trinité, ce parcours est ouvert  aux Class40, aux Imoca, aux Ocean Fifty et aux Open Grands Monocoques :
- un parcours dit « DC 1500 » : d’environ 1 500 milles nautiques, au départ de Cherbourg, via Shamble West, puis pointe SW Angleterre, puis Waypoint « Drheam-Im », positionné par l’AO Nord de l’Ile de Man, puis le Fastnet, puis Waypoint « Drheam / Ouessant »,  puis une bouée au large de Bilbao puis une arrivée à La Trinité, ce parcours est ouvert aux Ultimes et aux Open Grands Monocoques[3].

## Histoire
La Drheam Cup a été fondée en 2016 par Jacques Civilise, un Guadeloupéen né à Pointe-à-Pitre qui a passé toutes les vacances de son enfance puis de son adolescence à Cherbourg chez son oncle, officier de la Marine nationale. Passionné de navigation et de régate, il choisit comme second port d'attache La Trinité-sur-Mer à la fin des années 1980. Au terme d'une carrière d'attaché aux relations humaines, il décide de créer une course au large fondée sur un concept qu'il a développé avec succès en entreprise, le développement des relations humaines, comme en témoigne son acronyme : Développent des Relations Humaines Et Applications Management (jeu de mots avec dream, « rêve » en anglais).
Cet évènement nautique s'organise autour d'un triptyque :
- compétition, avec l'ambition de devenir une course au large de référence comme la Rolex Fasnet Race ;
- partage, avec le principe d'une épreuve en open et d'une opération en direction de la jeunesse :
- fête, avec l'organisation d'évènements conviviaux sur les terres d'accueil de la course nautique[5].

### Édition 2016
Organisée du 13 au 21 août, cette première édition a réuni une quarantaine de bateaux avec la participation de Britanniques, d'Italiens, de Néerlandais et de Belges, le départ se faisant de La Trinité pour une arrivée à Roscoff. Les conditions climatiques ont été variées, avec notamment un gros coup de vent à Ouessant, qui a forcé bon nombre de navigateurs à l'abandon. Seuls 19 bateaux ont coupé la ligne d'arrivée.

#### Les classements
Le podium (toutes classes) :
1. Arkema (Lalou Roucayrol)
2. Le Souffle du Nord (Thomas Ruyant)
3. A Capella Soreal (Charlie Capelle)

Les vainqueurs par classe :
- Multi50 : Arkema (Lalou Roucayrol)

- M2K : A Capella Soreal (Charlie Capelle)

- IMOCA : Le Souffle du Nord (Thomas Ruyant)

- Class40 : Colombre XL (Massimo Juris)

- Mini 6.50 : Raoul Pastèque (Romain Bolzinger)

- IRC : Groupe 5 (Patrice Carpentier)

- IRC 1 : Team Vendée 192-Les Parrains (Benjamin Dutreux) IRC 2 : Fleur du Sud (Patrick Molitor)

- IRC Double : Groupe 5 (Patrice Carpentier)[8].

### Édition 2018

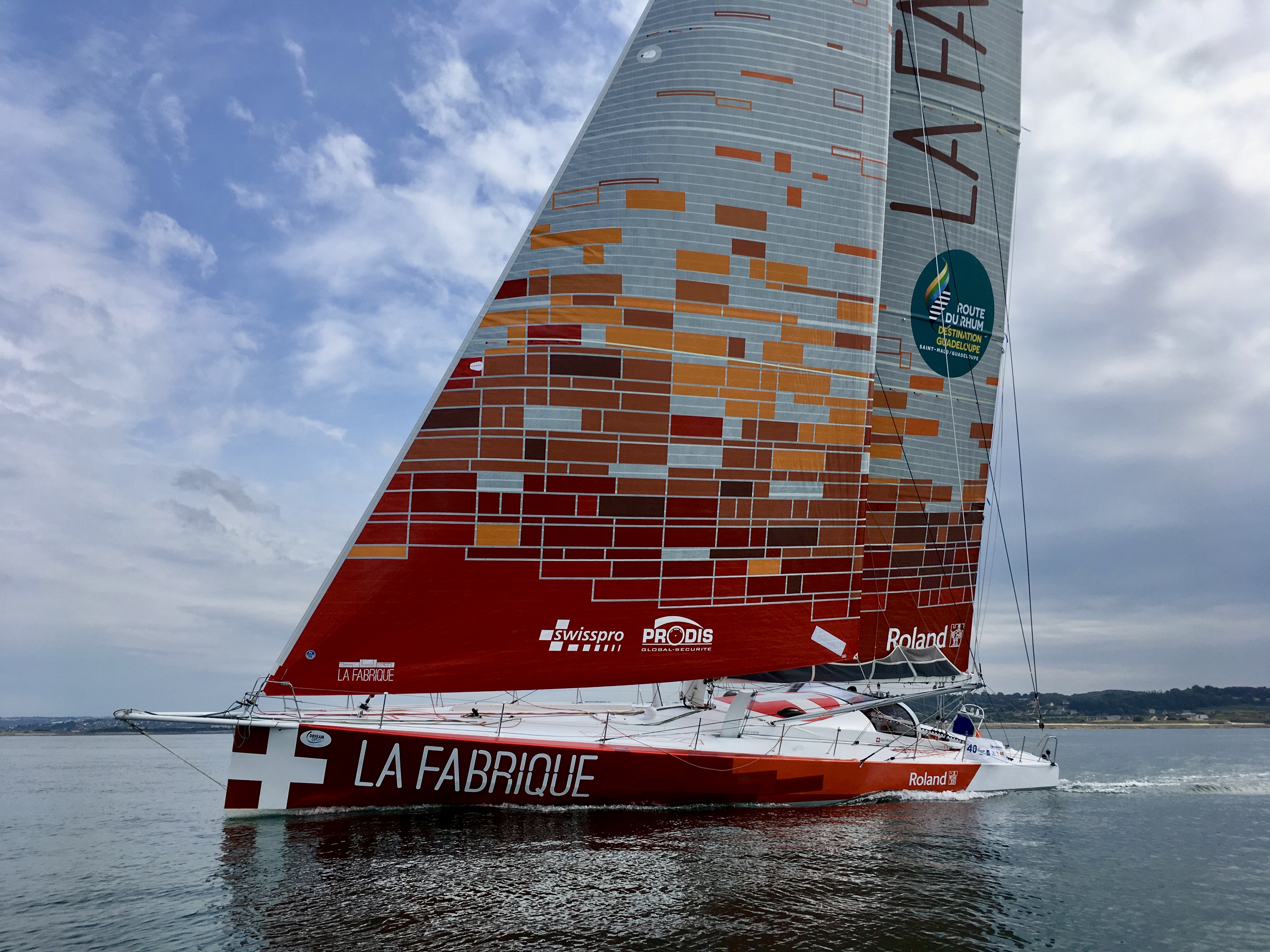
IMOCA La Fabrique (navigateur Alan Roura), Dhream Cup 2018.

Cette deuxième édition s'est déroulée du 21 au 29 juillet sous l'appellation Drheam Cup-Destination Cotentin, son arrivée se faisant à Cherbourg. Elle présentait deux parcours, respectivement de 400 et 700 milles nautiques au départ de La Trinité. Le grand parcours, réservé aux concurrents en solitaire, avait la particularité d'être qualificatif pour la Route du Rhum 2018. Ce sont donc 76 bateaux qui se sont lancés dans la course dont 55 concurrents pour la Route du Rhum. Cette édition a fait de l'ouverture aux femmes une priorité et c'est une navigatrice britannique, Samantha Davies, qui a remporté à la fois le trophée et la course en classe Imoca sur le Initiatives-Coeur (troisième du nom). Meilleur temps en Class40, Yoann Richomme sera le vainqueur de la Route du Rhum 2018.

#### Les classements
Parcours 400
- Multi 2000 : A capella-Soréal-Proludic (Charlie Capelle)

- IRC Double : Hagat (Alain Duvivier)

- IRC 1 : Amanjiwo 2 (Sébastien Harinkouck)

- IRC 2 : FdS CAEC (Franck Ribot)

- Yachts classiques : Haliotis de Kervilor (Patrick Perrin)

Parcours 700
- Multi50 : Thibaut Vauchel Camus (Solidaires en Peloton-ARSEP)

- Imoca : Sam Davies (Initiatives Cœur)

- Class40 : Yoann Richomme (Veedol)

- Rhum Monocoques : Cap Au Cap Location (Wilfrid Clerton)

- Rhum Multicoques : Jess 12 (Gilles Buekenhout)

### Édition 2020
Malgré la crise sanitaire liée à la pandémie de Covid-19, la troisième édition de la Drheam Cup s'est tenue du 19 au 24 juillet 2020 avec l'accord de la Fédération française de voile et un nombre d'animations réduites pour le grand public. Au départ de Cherbourg, 96 concurrents se sont lancés dans la course dont trois « géants de la mer », les Ultims  Actual Leader, Maxi Edmond de Rothschild et Sodebo Ultim 3. Pour la première fois, la classe Figaro Bénéteau a inscrit la course à son calendrier à un peu plus d'un mois de la Solitaire du Figaro.

#### Les classements
Drheam Cup 1100-Ultimes (750 milles) 
- Maxi Edmond de Rothschild (Franck Cammas/Charles Caudrelier) : 1 jour 21 heures 30 minutes et 33 secondes
- Sodebo Ultim 3 (Thomas Coville) :1 jour 23 heures 27 minutes et 53 secondes

- Actual Leader (Yves Le Blevec) : 2 jours 3 heures 25 minutes et 19 secondes.

Drheam Cup 700-Multi50 (615 milles) 
- Solidaires en peloton-ARSEP (Thibaut Vauchel-Camus) : 2 jours 26 minutes et 24 secondes

- Leyton (Arthur Le Vaillant) : 2 jours 2 heures 53 minutes et 30 secondes

- Ciela Village (Erwan Le Roux) : 2 jours 5 heures 58 minutes et 33 secondes.

Drheam-Cup 700-Multi 2000 (550 milles) 
- Team Vent Debout (Fabrice Payen) : 2 jours 9 heures 5 minutes et 19 secondes

- No Limit (Yann Marilley) : 2 jours 10 heures 9 minutes et 23 secondes

- Jess (Gilles Buekenhout) : 2 jours 10 heures 15 minutes et 46 secondes.

Drheam Cup 700-Class40 (550 milles) 
- Crédit Mutuel (Ian Lipinski) : 2 jours 9 heures 50 minutes et 58 secondes

- Palanad 3 (Nicolas Groleau) : 2 jours 10 heures 15 minutes et 47 secondes

- Lamotte-Module Création (Luke Berry) : 2 jours 12 heures 38 minutes et 5 secondes.

Drheam Cup 400-Figaro solitaire (428 milles) 
- Sam Goodchild (Leyton) : 2 jours 2 heures 51 minutes et 40 secondes

- Tom Laperche (Bretagne CMB Espoir) : 2 jours 3 heures 36 minutes et 52 secondes

- Armel Le Cléac’h (Banque Populaire) : 2 jours 3 heures 46 minutes et 27 secondes.

Drheam Cup 400-Figaro double (428 milles) 
- Pierre Leboucher et Benoît Mariette (Guyot Environnement) : 2 jours 3 heures 56 minutes et 56 secondes

- Tom Dolan et François Jambou (Smurfit Kappa – Concarneau Entreprendre) : 2 jours 4 heures 2 minutes et 10 secondes

- Benoît Hochart et Nicolas Boidevezi (La Chaîne de l’Espoir) : 2 jours 5 heures 5 minutes et 37 secondes.

Drheam-Cup 400-IRC équipage (428 milles) :µ
- Amanjiwo (Sébastien Harinkouck) : 2 jours 4 heures 7 minutes et 48 secondes

- Lann Aël 2 (Didier Gaudoux) : 2 jours 5 heures 56 minutes et 50 secondes

- Qualiconsult (Jacques Pelletier) : 2 jours 6 heures 51 minutes et 43 secondes.

Drheam Cup 400-IRC double (428 milles) 
- Raging-Bee (Pierrick Letouzé/Antoine Richer) : 2 jours 12 heures 27 minutes et 49 secondes

- Phu Cam (Philippe Viet Triem Tong/Frédéric Blanc) : 2 jours 12 heures 28 minutes et 10 secondes

- Leyton (Henry Bomby/Jules Salter) : 2 jours 12 heures 30 minutes et 10 secondes[8].

### Édition 2022
Pour la quatrième édition de la course, du 13 au 23 juillet 2022, 118 participants se sont inscrits, répartis en douze classes. Le parcours de 1 500 milles initialement déterminé pour les Ultimes a été annulé, un seul participant de cette classe prenant finalement le départ, les trois autres concurrents ayant dû déclarer forfait. Cette édition a été notamment marquée par le chavirage du Lodigroup et de Loïc Escoffier, secouru par des garde-côtes irlandais, et l'abandon de Ian Lipinski, à la suite d'une avarie de safran. Deux navigatrices se sont illustrées : Catherine Chabaud, en solitaire sur le monocoque Cigare Rouge et Marie Tabarly, fille du célèbre navigateur, sur le grand monocoque Pen Duick IV, avec son équipage composé de navigateurs amateurs.

#### Les classements
Les vainqueurs des parcours
- DC 1000 A : Sam Goodchild (Leyton)

- DC1000 B : Xavier Macaire (Groupe SNEF)

- DC600 : Oren Nataf (Rayon Vert)

Les vainqueurs par classes 
- Ocean Fifty : Sam Goodchild (Leyton)

- Multi 2000 : Xavier Macaire (Groupe SNEF)

- Rhum Multi : Marc Guillemot (Metarom Group)

- Ultime : Tom Laperche (SVR Lazartigue)

- Class40 : Xavier Macaire (Groupe SNEF)

- Figaro 3 : Basile Bourgno et Robin Follin (Edenred)

- IRC Double : Ludovic Gérard et Nicolas Brossay (Solenn for Pure Ocean)

- IRC Equipage : Franco Niggeler (Kuka 3)

- IRC Overall : Franco Niggeler (Kuka 3)

- Rhum Mono : Catherine Chabaud (Formatives Network)

- Grands Monocoques : Marie Tabarly (Pen Duick IV)

Les trophées spéciaux
- Trophée Sport : Pen Duick VI

- Trophée des Clubs : Société Nautique de la Trinité

- Trophée Constructeurs : JPS Production[8].

### Édition 2024
La cinquième édition de la course a été annoncée le 11 juillet 2023 avec un départ de Cherbourg le 15 juillet 2024 et une arrivée à La Trinité prévue à partir du 17 juillet 2024, avec onze classes de bateaux. La course intègrera le championnat annuel du Royal Ocean Racing Club et fera office de 2e manche du Championnat d’Europe IRC double.